# Domingo Aguerri
Domingo Aguerri San Rafael (1 de noviembre de 1960, Tarazona, Zaragoza,). Empresario, dirige el grupo de empresas DIGESCAR, que tiene a la constructora IDECONSA como la empresa referencia del grupo.

## Biografía
Nacido en Tarazona, Zaragoza, es hijo del empresario Domingo Aguerri Osta.
Graduado en Administración y Dirección de Empresas, por la Universidad de Zaragoza y Diplomado en Alta Dirección por el IESE Business School Universidad de Navarra.
Su actividad como empresario comienza en 1982 en la constructora IDECONSA, que pertenece al grupo empresarial DIGESCAR.
Aguerri San Rafael fue Secretario General de AERCO, perteneció al Consejo Asesor de ADEA (Asociación de Directivos y Ejecutivos de Aragón) y formó parte de la Comisión Mixta de la Cátedra Ideconsa de la Universidad de Zaragoza.

## Trayectoria Deportiva
CAI Balonmano Aragón. Domingo Aguerri San Rafael ha estado vinculado al club desde la temporada 2005/2006, como miembro de la Junta Directiva, y como Socio-Patrocinador con la empresa que dirige, IDECONSA. En 2008 es nombrado por unanimidad Presidente, cargo que desempeña hasta 2013.
Sus mayores éxitos deportivos se centran en las temporadas 2011/2012 y 2012/2013, logrando la mejor clasificación liguera, finalizando en quinta y cuarta posición compartida  respectivamente, alcanzando los cuartos de final de la copa del Rey, y siendo eliminado de la recopa de Europa en semifinales por el campeón Flensburg.